# Phare de l'île Cuvier
Le phare de l'île Cuvier est un phare situé sur l'île Cuvier, une petite île de la côte est de l'Île du Nord, (région de Waikato - Nouvelle-Zélande). Il appartient et est exploité par Maritime New Zealand (en).

## Histoire
Construit en 1889, il fut le premier phare construit en fonte en Nouvelle-Zélande. Le phare a été entièrement automatisé en 1982.
L'île est une réserve naturelle et est incluse dans le Parc marin du Golfe de Hauraki. Le phare est situé à l'extrémité orientale d'une île dans l'entrée sud du golfe de Hauraki, au sud-est de l'île de la Grande Barrière. Accessible seulement par bateau, le site et la tour sont fermés.

## Description
Le phare  est une tour cylindrique en fonte, avec galerie et lanterne, de 15 m de haut. La tour est blanche et le toit de la lanterne est noir. Il émet, à une hauteur focale de 119 m, un flash blanc toutes les secondes. Sa portée nominale est de  19 milles nautiques (environ 35 km).
Identifiant : ARLHS : NZL-018  - Amirauté : K3886 - NGA : 4284.

### Lien connexe
- Liste des phares de Nouvelle-Zélande